# Абушкинское болото
Абушкинское — болото в Свердловской области России, на границе Верхотурского и Серовского районов.

## Географическое положение
Абушкинское болото расположено на левом берегу реки Туры, в 4-6 километрах к востоку-юго-востоку от посёлка Восточного. Площадь болота — 28 км². В части труднопроходимо, 0,7 метра. В окрестностях болота расположены Абушкинское озеро, Островное озеро, озеро-старица Воронская Курья.